# 考爾曹格

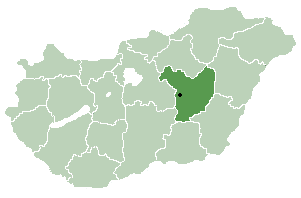

考爾曹格（匈牙利語：Karcag）是匈牙利的城鎮，位於該國中部匈牙利大平原，距離德布勒森公里，由加茲-納傑孔-索爾諾克州負責管轄，面積368.63平方公里，2011年人口20,298。

## 外部連結
- homepage of the town （页面存档备份，存于）

47°19′N 20°56′E / 47.317°N 20.933°E